# Burg Mörnsheim
Die Burg Mörnsheim, auch Staffelburg genannt, ist die Ruine einer Gipfelburg auf dem Schlossberg auf etwa 510 m ü. NHN über dem Gailachtal südlich der Gemeinde Mörnsheim im bayerischen Landkreis Eichstätt. Die Anlage ist unter der Aktennummer D-1-76-148-13 als denkmalgeschütztes Baudenkmal von Mörnsheim verzeichnet. Ebenso wird sie als Bodendenkmal unter der Aktennummer D-1-7132-0045 im Bayernatlas als „untertägige mittelalterliche und frühneuzeitliche Siedlungsteile im Bereich der ehem. Burg Mörnsheim“ geführt.

## Geschichte

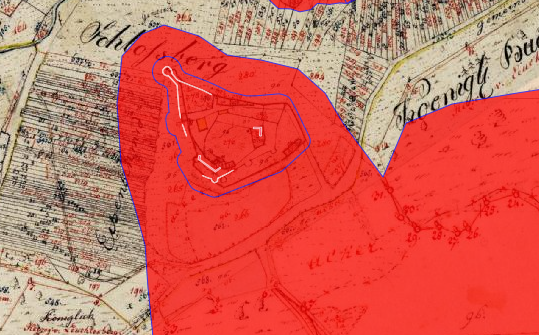
Lageplan von Burg Mörnsheim auf dem Urkataster von Bayern

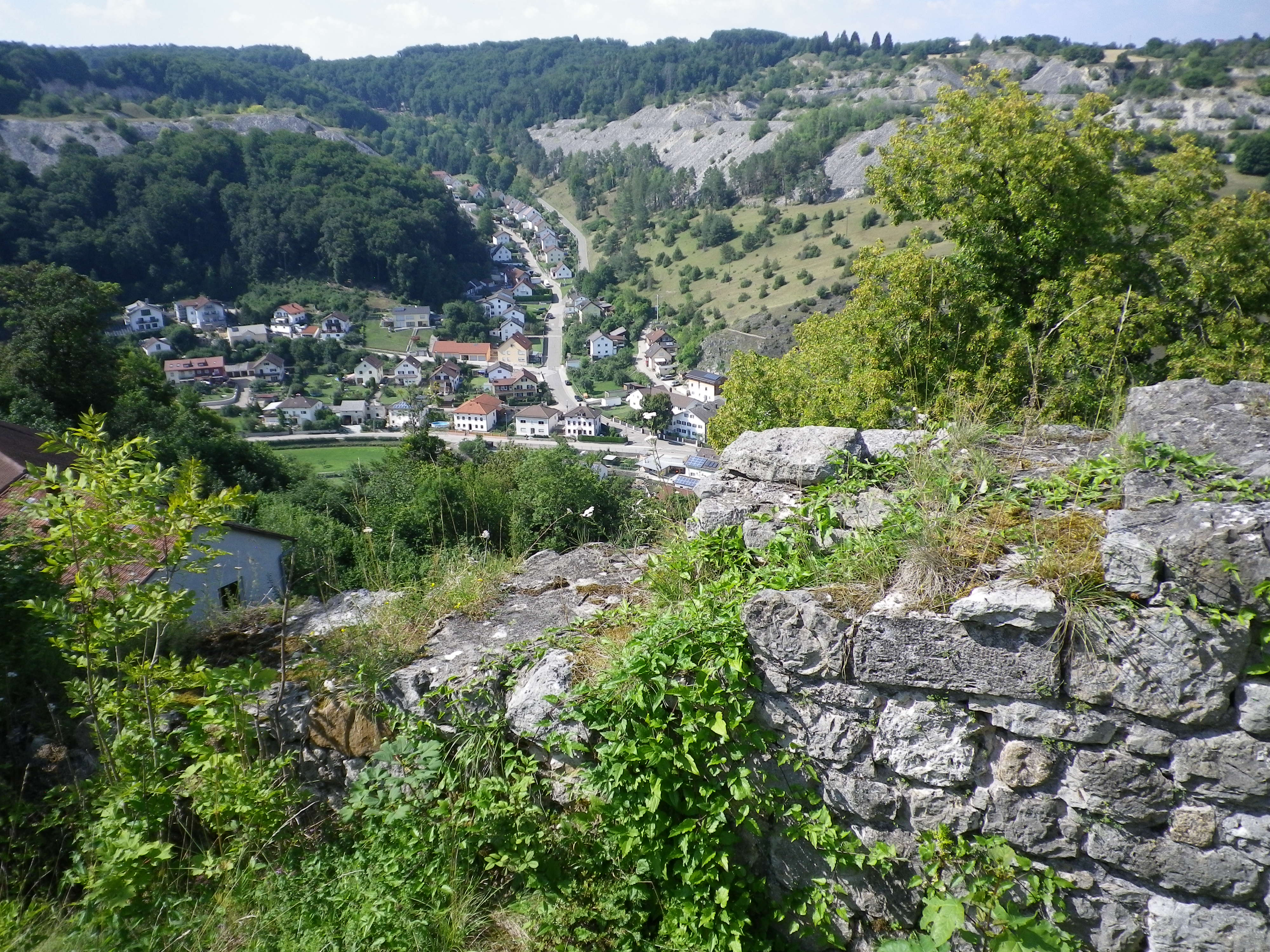
Blick von der Burg auf Mörnsheim

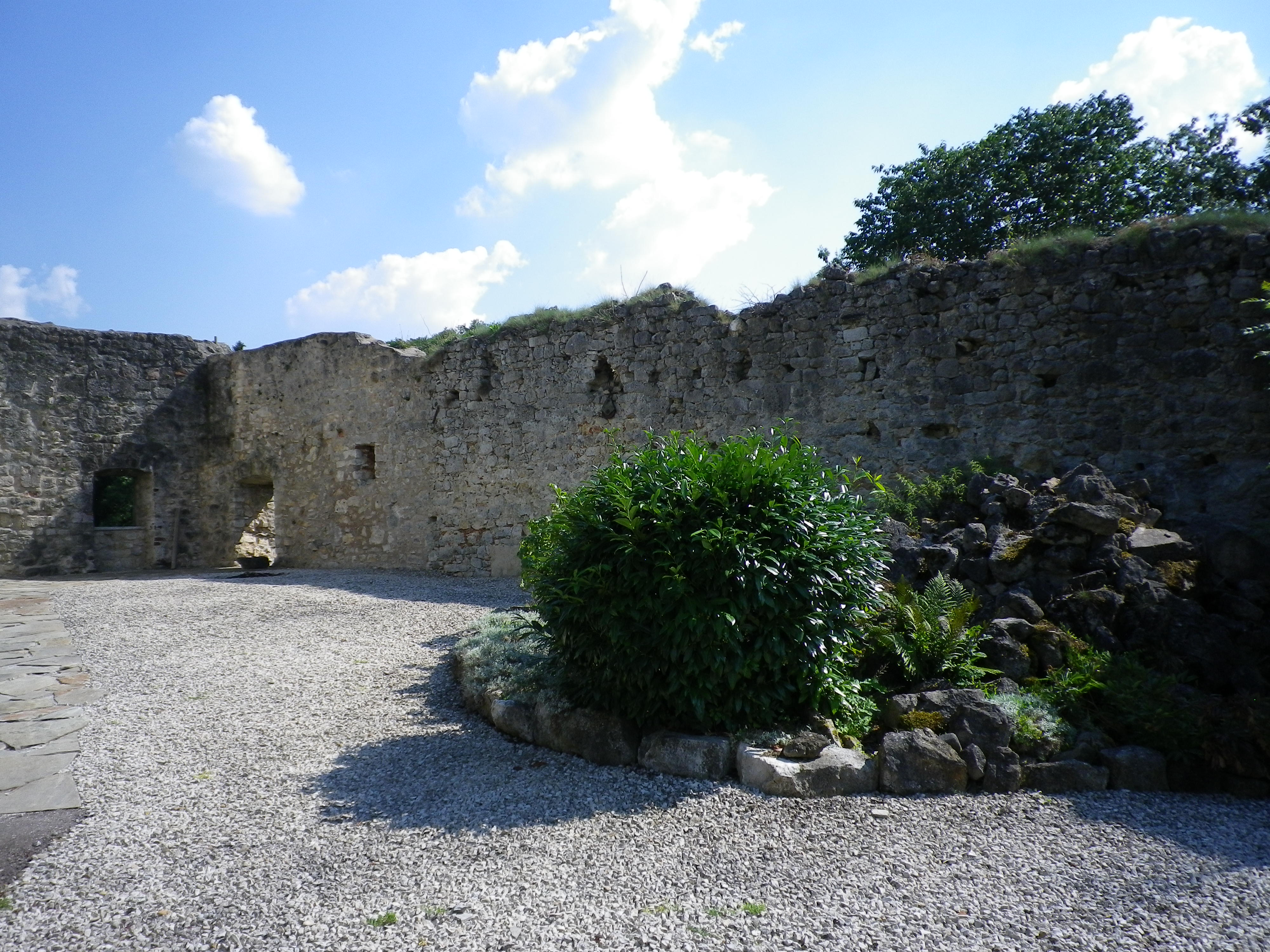
Reste einer Mauer der Burg Mörnsheim

Vermutlich gehen die Anfänge der Burg bereits auf die Herren von Mörnsheim im 10. Jahrhundert zurück. Erstmals wurde die Burg 1225 erwähnt, als Bischof Heinrich I. von Zipplingen 1225 bis 1228 auf der höchsten Erhebung des Burgplatzes als uneinnehmbaren Mittelpunkt einen gewaltigen Bergfried aus Buckelquadern errichten ließ. 1281 wurde die Burg ausdrücklich als „castrum Mornsheim“ bezeichnet. Danach ließ Bischof Konrad II. von Pfeffenhausen sie ummauern, und anschließend verstärkte Bischof Friedrich IV. Graf von Oettingen verschiedene Bauten und Mauern. Er erweiterte die Burg durch einen Zwinger, setzte sie ringsum instand und gründete vermutlich die Vorburg. Während der seiner Amtszeit als Eichstätter Bischof ließ Albrecht II. von Hohenrechberg an der  Südostseite einen breiten und tiefen Halsgraben ausheben und eine Ringmauer mit Türmen und Wehrgängen sowie einen mächtigen Außenwall erbauen. Später ließ Johann III. von Eych in der Südecke der Hauptburg einen großen Wohnbau errichten.
Nach 1634 begann die Burg zu verfallen und sie wurde 1760 teilweise abgebrochen. Ab 1980 fanden Sicherungsmaßnahmen statt. Von der ehemaligen Burganlage sind noch Reste der Ringmauer und der Zwingermauer und ein tonnengewölbter Raum der Burgkapelle St. Afra erhalten.
Der Burgenforscher Helmut Rischert sieht die 1024 erstmals erwähnte Burg Krugsburg als Außenposten in Sichtweite der Burg Mörnsheim.